# 초시 (전한)
초시(初始)는 중국 전한 유영의 두 번째 연호이자 전한의 마지막 연호이다. 8년 11월에서 12월까지 1개월 동안 사용하였다. 왕망(王莽)이 8년 11월에 초시로 개원하고 황제로 즉위하였으며 국호를 신(新)으로 고치고 역법도 개정하여 8년 12월 삭일(朔日)을 정월로 하기로 하였다. 이에 따라 8년 12월 신나라가 건국되고 전한은 멸망하였다.

## 연대대조표
| 초시                | 원년       |
| 서력                | 8년        |
| 육십간지 (六十干支) | 무진(戊辰) |

## 같이 보기
- 중국의 연호

| 이전 연호 거섭(居攝) | 중국의 연호 전한(前漢) | 다음 연호 시건국(始建國) <신(新)> |